# NGC 456
NGC 456 (również ESO 29-SC38) – gromada otwarta powiązana z mgławicą emisyjną (obszarem H II), położona w gwiazdozbiorze Tukana, w Małym Obłoku Magellana. Została odkryta 1 sierpnia 1826 roku przez Jamesa Dunlopa.